# Sophia Di Martino

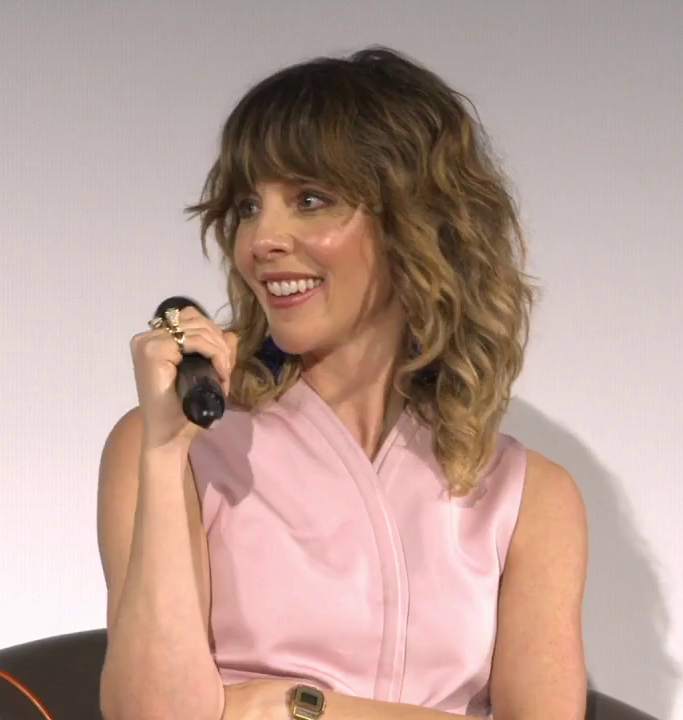
Sophia Di Martino, 2023

Sophia Di Martino (* 15. November 1983 in Nottingham, Nottinghamshire) ist eine britische Schauspielerin.

## Leben und Karriere
Sophia Di Martino stammt aus Nottingham und wuchs in Attenborough, in der Grafschaft Nottinghamshire auf. Bereits seit ihrer Schulzeit hegte sie den Wunsch Schauspielerin zu werden und trat in Schulaufführungen auf. Sie machte ihren Abschluss an einer Schule für Darstellende Kunst und nahm anschließend ein Studium an der University of Salford in den Fächern Darstellung und Medien auf. Während ihrer Studienzeit fand sie einen Agenten, der ihr noch vor dem Abschluss Auftritte im Britischen Fernsehen vermittelte. Zudem begann sie in Werbespots aufzutreten, unter anderem für ein bekanntes Bauunternehmen.
Di Martino war im Jahr 2004 bei einem Auftritt in der langlebigen Serie Holby City zum ersten Mal vor der Kamera zu sehen. Bald folgten weitere Auftritte in Doctors, Strictly Confidential, Heartbeat, Spooks: Code 9 und Survivors. Von 2006 bis 2011 trat sie in mehr als 80 Episoden als Polly Emerson in der Krankenhausserie Casualty auf. 2008 trat sie in insgesamt 46 Episoden der Seifenoper The Royal Today auf. 2013 war sie als Amber in der Serie Mount Pleasant zu sehen. Anschließend trat sie in den Serien Friday Night Dinner, Hetty Feather und The Job Lot – Das Jobcenter auf. 2014 gehörte sie als Emma Parkwood zur Besetzung der Serie 4 O’Clock Club. 2015 trat sie als Phoebe in einer Nebenrolle in der Filmkomödie A Royal Night – Ein königliches Vergnügen auf. Danach folgten Auftritte in Inspector Barnaby, Into the Badlands. Von 2016 bis 2018 gehörte sie zur Besetzung der schwarzhumorigen Serie Flowers.
In der Musikkomödie Yesterday aus dem Jahr 2019 wirkte Di Martino in einer Nebenrolle als Carol mit. 2020 trat sie in den Serien Silent Witness und Hitmen auf. Seit 2021 gehört sie als Variante des von Tom Hiddleston verkörperten Loki zur Hauptbesetzung der gleichnamigen Serie aus dem Marvel Cinematic Universe. Zum Zeitpunkt ihrer Besetzung war sie im neunten Monat schwanger. Gemeinsam mit ihrem Co-Schauspieler und Produzent der Serie, Hiddleston, erarbeitete sie ihre Figur.
Di Martino ist mit dem Autor Will Sharpe liiert, der unter anderem das Drehbuch zum Film Black Pond aus dem Jahr 2010, in dem Di Martino als Rachel in einer kleinen Rolle auftrat schrieb und Schöpfer der Serie Flowers ist. Sie hatte sowohl mit Männern als auch Frauen Beziehungen. Di Martino ist Mutter eines Kindes.

## Filmografie (Auswahl)
- 2004: Holby City (Fernsehserie, eine Episode)
- 2005: Doctors (Fernsehserie, eine Episode)
- 2006: New Street Law (Fernsehserie, Episode 1x07)
- 2006: Strictly Confidential (Fernsehserie, Episode 1x04)
- 2006–2011: Casualty (Fernsehserie, 83 Episoden)
- 2007: Heartbeat (Fernsehserie, Episode 16x23)
- 2007: The Marchioness Disaster (Fernsehfilm)
- 2007–2009: Ideal (Fernsehserie, 2 Episoden)
- 2008: The Royal Today (Fernsehserie, 46 Episoden)
- 2008: Spooks: Code 9 (Fernsehserie, Episode 1x04)
- 2008: Survivors (Fernsehserie, Episode 1x01)
- 2009: Blue (Kurzfilm)
- 2009: Boy Meets Girl (Miniserie, Episode 1x02)
- 2010: The Road to Coronation Street (Fernsehfilm)
- 2010: Black Pond
- 2012: Eternal Law (Fernsehserie, Episode 1x01)
- 2013: Great Night Out (Fernsehserie, Episode 1x05)
- 2013: Southcliffe (Fernsehserie, Episode 1x02)
- 2013: Mount Pleasant (Fernsehserie, 8 Episoden)
- 2014: Friday Night Dinner (Fernsehserie, Episode 3x01)
- 2014: 4 O’Clock Club (Fernsehserie, 10 Episoden)
- 2015: A Royal Night – Ein königliches Vergnügen (A Royal Night Out)
- 2015: Hetty Feather (Fernsehserie, Episode 1x07)
- 2015: Draw on Sweet Night
- 2015: The Job Lot – Das Jobcenter (The Job Lot, Fernsehserie, Episode 3x04)
- 2016: Inspector Barnaby (Midsomer Murders) Fernsehserie, Staffel 18, Folge 3: Der Tod radelt mit (Breaking The Chain)
- 2016: The Darkest Universe
- 2016–2018: Flowers (Fernsehserie, 12 Episoden)
- 2017: Crackanory (Fernsehserie, Episode 4x06)
- 2017: Canned (Kurzfilm)
- 2017: Hidden America with Jonah Ray (Fernsehserie, Episode 2x08)
- 2017: Election Spy (Fernsehserie, 9 Episoden)
- 2017: The Jonah Man (Fernsehfilm)
- 2018: Into the Badlands (Fernsehserie, 2 Episoden)
- 2018: Click & Collect (Fernsehfilm)
- 2019: Yesterday
- 2020: Silent Witness (Fernsehserie, 2 Episoden)
- 2020: Hitmen (Fernsehserie, Episode 1x05)
- 2021: Sweetheart
- 2021, 2023: Loki (Fernsehserie)
- 2021: Die wundersame Welt des Louis Wain (The Electrical Life of Louis Wain)
- 2024: Witches (Dokumentarfilm)

## Auszeichnungen
- 2022: MTV Movie & TV Awards, Bestes Team (Tom Hiddleston, Sophia Di Martino und Owen Wilson), für Loki